# Папос
Папос (?-III века н. е.), грчки математичар из Александрије, писац Математичког зборника у 8 књига (сачувано 6), у којима су сачувана достигнућа старих грчких математичара и астронома, као и радови самог Папоса (Папосове геометријске теореме, и др.)

## Конктекс
Папос је био активан у 4. веку нове ере. У периоду опште стагнације у математичким студијама, он се истиче као изузетан изузетак. „Колико је био далеко изнад својих савременика, колико су га мало ценили или разумели, показује одсуство референци на њега у радовима других грчких писаца и чињеница да његов рад није имао ефекта у заустављању пропадања математичке науке“, Томас Литл Хит пише. „У том погледу судбина Папоса упадљиво подсећа на Диофантову.

## Датирање
У својим сачуваним списима, Папос не даје никакве назнаке о датуму аутора чија дела користи, нити о времену (али видети испод) када их је он сам писао. Да нису били доступни други подаци о датуму, све што би се могло знати било би да је био касније од Птоломеја (умро око 168. године), кога цитира, и раније од Прокла (рођен око  411. године), који га цитира.
Суда из 10. века наводи да је Папос био истих година као и Теон Александријски, који је био активан у време владавине цара Теодосија I (372–395). Други датум даје маргинална белешка у рукопису из касног 10. века (копија хронолошке табеле истог Теона), у којој се, поред записа о цару Диоклецијану (владао 284–305), наводи да „у то време писао Папос“.
Међутим, прави датум потиче од датирања помрачења Сунца које је помињао сам Папос, када у свом коментару на Алмагест израчунава „место и време конјункције која је довела до помрачења у Тибију 1068. после Набонасара“. Ово функционише као 18. октобар 320. године, тако да је Папос морао да пише око 320. године.

## Радови
Велико Папоsoво дело, у осам књига под називом Синагога или Збирка, није сачувано у потпуности: прва књига је изгубљена, а остале су знатно страдале. Суда набраја друга дела Папоса: Χωρογραφία οἰκουμενική (Chorographia oikoumenike или Опис насељеног света), коментар на четири књиге Птолемејевог Алмагеста, Ποταμοὺς τοὺς ἐν Λιβύῃ (Реке у Либији) и Ὀνειροκριτικά (Интерпретација снова). Сам Папос помиње још један свој коментар на Ἀνάλημμα (Аналема) Диодора Александријског. Папос је такође написао коментаре на Еуклидове Елементе (од којих су фрагменти сачувани у Проклу и Шолији, док је онај о десетој књизи пронађен у арапском рукопису), и на Птоломејеву Ἁρμονικά (Хармоника).
Федерико Командино је превео Папосову збирку на латински 1588. Немачки класичар и историчар математике Фридрих Хултш (1833–1908) објавио је дефинитивну тротомну презентацију Командиновог превода са грчком и латинском верзијом (Берлин, 1875–1878). Користећи се Хулчевим радом, белгијски историчар математике Паул вер Ецке је први објавио превод Зборника на савремени европски језик; његов двотомни француски превод носи наслов Pappus d'Alexandrie. La Collection Mathématique (Париз и Бриж, 1933).

## Колекција
Карактеристике Папосове збирке су да садржи системски распоређен приказ најважнијих резултата које су његови претходници добили, и друго, белешке које објашњавају или проширују претходна открића. Ова открића чине, заправо, текст који Папос дискурзивно проширује. Хит је сматрао да су систематски уводи у различите књиге вредни, јер су они јасно изложили садржај и општи обим тема које треба третирати. Из ових увода може се судити о стилу Папосовог писања, који је одличан, па чак и елегантан у тренутку када се ослободи окова математичких формула и израза. Хит је такође открио да је његова карактеристична тачност учинила да његова Збирка буде „замена која највише вреди дивљења за текстове многих вредних расправа ранијих математичара којих нас је време лишило“.
Преживели делови Збирке могу се сажети на следећи начин.
Може се само претпоставити да се изгубљена Књига I, као и књига II, бавила аритметиком, док је Књига III јасно представљена као почетак новог предмета.
У целој Књизи II (чији је претходни део изгубљен, а постојећи фрагмент почиње средином 14. предлога) говори се о методу умножавања из неименоване књиге Аполонија из Перге. Коначни предлози се баве множењем нумеричких вредности грчких слова у два стиха, дајући два веома велика броја приближно једнака 2×1054 и 2×1038.
Књига III садржи геометријске проблеме, равни и чврстих тела. Може се поделити у пет делова:
1. О чувеном проблему проналажења две средње пропорције између две дате праве, који је настао из умножавања коцке, коју је Хипократ са Хиоса свео на прву. Папос даје неколико решења овог проблема, укључујући метод узастопних апроксимација решења, чији значај очигледно није схватио; он додаје сопствено решење општијег проблема геометријског проналажења странице коцке чији је садржај у било ком датом односу према оном дате.[1]
2. О аритметичкој, геометријској и хармонијској средини између две праве и проблему представљања све три вредности у једној те истој геометријској фигури. Ово служи као увод у општу теорију средњих вредности, од којих Папос разликује десет врста, и даје табелу која представља примере сваке у целим бројевима.[1]
3. О необичном проблему који је предложио Еуклид I. 21.[1]
4. О уписивању сваког од пет правилних полиедара у сферу.[1] Овде је Папос приметио да се правилан додекаедар и правилан икосаедар могу уписати у исту сферу тако да сви њихови врхови леже на иста 4 круга географске ширине, са 3 од 12 врхова икосаедра на сваком кругу и 5 од 20 врхова додекаедра на сваком кругу. Ово запажање је генерализовано на вишедимензионалне дуалне политопе.[7]
5. Додатак каснијег писца о другом решењу првог проблема књиге.[1]

Четвртој књизи су наслов и предговор изгубљени, тако да се програм мора докучити из саме књиге. На почетку је добро позната генерализација Еуклида I.47 (Папосова теорема о површини), затим следе различите теореме о кругу, што доводи до проблема конструкције круга који ће описати три задате кружнице, додирујући једна другу две и две. Овај и неколико других предлога о контакту, нпр. случајеви кругова који се додирују један другог и уписани су у фигуру сачињену од три полукруга и познату као арбелос („обућарски нож“) чине први део књиге; Папос се затим окреће разматрању одређених својстава Архимедове спирале, Никомедове конхоиде (која је већ поменута у првој књизи као метода удвостручавања коцке), и криве коју је највероватније открио Хипија из Елиде око 420. године пре нове ере, а познат по имену, τετραγωνισμός, или квадрат. Пропозиција 30 описује конструкцију криве двоструке закривљености коју је Папос назвао спиралом на сфери; описана је тачком која се равномерно креће дуж лука великог круга, која се и сама равномерно окреће око свог пречника, тачка која описује квадрант и велики круг потпуну револуцију у исто време. Пронађена је површина површине између ове криве и њене основе – први познати пример квадратуре закривљене површине. Остатак књиге обрађује трисекцију угла и решавање општијих проблема исте врсте помоћу квадратриксе и спирале. У једном решењу првог проблема је прва забележена употреба својства конике (хиперболе) у односу на фокус и директрису.
У Књизи V, након занимљивог предговора који се тиче правилних многоуглова, и који садржи напомене о хексагоналној форми ћелија саћа, Папос се бави упоређивањем површина различитих равних фигура које имају исти периметар (пратећи Зенодорову расправу о овом предмету), и запремине различитих чврстих фигура које имају исту површну површину, и на крају стоји поређење пет правилних Платонових тела. Узгред, Папос описује тринаест других полиедара ограничених једнакостраним и једнакоугаоним, али не сличним полигонима, које је открио Архимед, и проналази, методом која подсећа на Архимедову, површину и запремину сфере.
Према предговору, Књига VI има за циљ да реши потешкоће које се јављају у такозваним „Мањим астрономским делима“ (Μικρὸς Ἀστρονοµούµενος), односно делима која нису Алмагест. У складу с тим коментарише Теодосијеву Сферику, Аутоликову Покретну сферу, Теодосијеву књигу о Дану и ноћи, Аристархову расправу О величини и удаљеностима Сунца и Месеца и Еуклидову Оптику и Феномене.